# 黃進達
黃進達，JP（？—），香港旅遊業者、政治人物。康泰旅行社創辦人黃明銓之孫、前任董事長黃士心之長子。曾任香港旅遊業議會主席。 

## 生平
畢業於香港理工大學旅遊及酒店管理系。
2010年代出任康泰旅行社總經理，2019年與父親黃士心出售康泰所有股份，辭任所有職務。
香港旅遊業議會2015-2021年度主席，為該會監管業界職能被新成立的旅遊業監管局取代前之最後一任主席。
現為其父創立的星馬旅行社有限公司的總經理，亦擔任所屬政黨經民聯的旅遊事務委員會主席、香港菁英會副主席。

## 公職
- 香港特別行政區選舉委員會旅遊界委員[7]
- 中國人民政治協商會議重慶市第五屆委員會委員
- 香港旅遊業議會名譽顧問（離任主席後）[4]

## 旅遊政策觀點

### 支持高鐵「一地兩檢」
2017年8月，政府公布廣深港高鐵香港段西九龍站「一地兩檢」的方案，時任香港旅遊業議會主席的黃進達，與14個旅遊業及酒店業商會合辦廣深港高鐵香港段西九龍站「一地兩檢」方案說明會，並邀請時任運輸及房屋局局長陳帆，和時任商務及經濟發展局副局長陳百里出席，向600多名旅遊業界人士講解「一地兩檢」的安排及解答提問，會上黃進達與相關業界代表一致支持有關方案。
2018年9月23日，廣深港高速鐵路香港段通車，時任香港旅遊業議會主席的黃進達，為其屬會會員舉辦有關高鐵票務的簡介會，並成功向港鐵公司爭取，於10月19日及24日為近300名旅議會會員組辦4個高鐵體驗團，乘坐「動感號」由香港西九龍站往返深圳北站。

### 促進旅遊業大灣區交流
為把握大灣區機會，促進本地旅遊業發展。2018年12月，時任香港旅遊業議會主席的黃進達，與政府及香港旅遊發展局合辦「香港國際旅遊論壇」，探討如何善用「一帶一路」倡議和粵港澳大灣區建設的旅遊潛力。黃進達建議旅議會致力開發「一帶一路」及大灣區旅遊的網上平台，協助業界開發更多關於「一帶一路」和大灣區的旅遊行程，並安排香港旅行社到訪大灣區各城市考察。

### 新冠肺炎疫情期間
於疫情期間，黃進達多次代表旅遊業界，向政府建議相關政策，如推出防疫抗疫基金、重新啟動有條件豁免讓持牌旅行社舉辦當地遊旅行團、恢復當地「公海遊」、推行旅遊業從業員社區疫苗接種中心職位計劃等。